# بيتا (لاعب كرة قدم)
بيتا (بالبرتغالية: Pita) (مواليد 4 أغسطس 1958) هو لاعب كرة قدم. يلعب مع منتخب البرازيل لكرة القدم منذ عام 1980.

## مسيرته الكروية
لعب بيتا خلال مسيرته الاحترافية مع 7 أندية في سبعة عشر موسمًا وسجل خلالها 57 هدفًا ضمن 276 مباراة. ولم يفز بأي موسم بالكأس وفاز في موسم واحد بالدوري.
خاض بيتا مسيرته مع نادي سانتوس في موسم 1977–78 ليلعب معه ثمانية مواسم، مشاركًا في 115 مباراة سجل خلالها 21 هدفًا. ثم انتقل إلى نادي ساو باولو في موسم 1985 واستمر معه طيلة ثلاثة مواسم، حيث شارك في 64 مباراة سجل خلالها 11 هدفًا. لينتقل بعدها إلى نادي ستراسبورغ في موسم 1988–89 لمدة موسم واحد، مشاركًا في 20 مباراة سجل خلالها 6 أهداف. ثم انتقل إلى نادي غواراني ما بين عامي 1989 و1990 لمدة موسم واحد، مشاركًا في 15 مباراة ولم يسجل أي هدف. هذا وانتقل لاحقًا إلى نادي شونان بلمار في موسم 1990–91 ولمدة موسمين، مشاركًا في 42 مباراة سجل خلالها 16 هدفًا. ثم انتقل بعدها إلى نادي ناغويا غرامبوس ما بين عامي 1993 و1994 لمدة موسم واحد، مشاركًا في 8 مباريات سجل خلالها هدفين. ليعود وينتقل من جديد، لكن هذه المرة إلى أسوسياو أتليتيكا إنترناسيونال ‏ ما بين عامي 1994 و1995 لمدة موسم واحد، مشاركًا في 12 مباراة سجل خلالها هدفًا واحدًا.

## وصلات خارجية
- بيتا على موقع رابطة كرة القدم اليابانية للمحترفين (اليابانية)
- بيتا على موقع ناشيونال فوتبول تيمز (الإنجليزية)
- بيتا على موقع Soccerway.com (الإنجليزية)
- بيتا على موقع عالم كرة القدم.نت (الإنجليزية)
- National Football Teams